# Église Saint-Maurice d'Obergailbach
Pour les articles homonymes, voir Église Saint-Maurice.
L'église Saint-Maurice se situe dans la commune française d'Obergailbach et le département de la Moselle.

## Histoire
Obergailbach est une ancienne paroisse de l'archiprêtré de Hornbach passée dans celui de Volmunster en 1804.

## Édifice
Située dans la partie orientale du village, l'église paroissiale occupe un site tout à fait inhabituel, excentré à l'extrémité de la Grande-Rue. Construite à l'époque romane, elle conserve de cette période la tour hors-œuvre en façade restaurée en 1902 par l'architecte allemand Paul Tornow, l'auteur du portail occidental de la cathédrale de Metz. Elle est coiffée d'une flèche rhomboïdale, caractéristique de l'architecture germanique. La nef et le chœur ont été réédifiés en 1774, selon les formules de l'époque et de la région.
À droite, sur un terrain en pente, le presbytère construit dans le courant du XVIIIe siècle, possède une belle porte à encadrement mouluré, surmontée d'un fronton brisé encadrant une niche à coquille.